# Alex Smoke
Alex Smoke, de son vrai nom Alex Menzies, est un producteur et disc jockey britannique de techno.

## Biographie
À ses débuts, Alex Smoke publie trois albums studio, Incommunicado (2005) et Paradolia (2006) sur Soma Records, et Lux (2010), sur son propre label Hum+Haw. Il contribue aussi à l'album Cocoon Compilation F de Cocoon Recordings. En 2014, il joue au Superstition avec Marcel Fengler, Clockwork et Avatism. En 2016, il sort son nouvel album Love Over Will,.

## Discographie partielle

### Albums studio
- 2005 : Incommunicado
- 2006 : Paradolia
- 2010 : Lux
- 2016 : Love Over Will

### Singles
- 2002 : Random As
- 2004 : Chica Wappa
- 2004 : Simple Things EP
- 2005 : Brian's Lung
- 2005 : Don't See The Point
- 2005 : Lost in Sounds
- 2005 : OK
- 2005 : Ring.Click.Tink EP
- 2005 : Shminimal
- 2006 : Meany
- 2006 : Neds / Ilsa
- 2006 : Never Want To See You Again
- 2006 : Snider / Make My Day
- 2006 : Hanged Man EP
- 2006 : Prima Materia

### Remixes
- 2004 : Way Up High de Funk D'Void
- 2005 : Bright Lights Fading de Slam
- 2005 : Close Again de Sid LeRock
- 2005 : Grotbox de Jeremy P Caulfield
- 2005 : Las Bicicletas Son Para El Verano d'Alex Smoke
- 2005 : Microtron de Vector Lovers
- 2005 : More Intensity de Pete Tong and Chris Cox
- 2005 : Muscle Ca de Mylo (2005)
- 2005 : Sex Games de The Backlash
- 2005 : Shift de Solab
- 2005 : Transmission de Radio 4
- 2006 : Safari de André Kraml
- 2006 : Coufault de Novox)
- 2006 : Halbzeit de Arne Michel